# Lista de participantes do Campeonato Mundial de Ciclismo em Pista de 2010
Esta é uma lista de participantes do Campeonato Mundial de Ciclismo em Pista de 2010, em Copenhague, na Dinamarca. Note que nem todos os ciclistas competiram no campeonato ou que tenham competido em todos os eventos registrados.
| Ordem | Ciclista                        | País           | Data de nascimento (idade)      |
| ----- | ------------------------------- | -------------- | ------------------------------- |
| 25    | Angel Dario Colla               | Argentina      | setembro 8, de 1973 (36 anos)   |
| 26    | Sebastian Donadio               | Argentina      | janeiro 5, de 1972 (38 anos)    |
| 27    | Walter Fernando Perez           | Argentina      | janeiro 31, de 1975 (35 anos)   |
| 28    | Jack Bobridge                   | Austrália      | julho 13, de 1989 (20 anos)     |
| 29    | Rohan Dennis                    | Austrália      | maio 28, de 1990 (19 anos)      |
| 31    | Daniel Ellis                    | Austrália      | outubro 7, de 1988 (21 anos)    |
| 32    | Michael Hepburn                 | Austrália      | agosto 17, de 1991 (18 anos)    |
| 33    | Leigh Howard                    | Austrália      | outubro 18, de 1989 (20 anos)   |
| 34    | Joel Leonard                    | Austrália      | julho 22, de 1981 (28 anos)     |
| 35    | Cameron Meyer                   | Austrália      | janeiro 11, de 1988 (22 anos)   |
| 36    | Travis Meyer                    | Austrália      | junho 8, de 1989 (20 anos)      |
| 37    | Jason Niblett                   | Austrália      | fevereiro 18, de 1983 (27 anos) |
| 38    | Shane Perkins                   | Austrália      | dezembro 30, de 1986 (23 anos)  |
| 39    | Scott Sunderland                | Austrália      | março 16, de 1988 (22 anos)     |
| 49    | Andreas Graf                    | Áustria        | agosto 7, de 1985 (24 anos)     |
| 50    | Andreas Müller                  | Áustria        | novembro 25, de 1979 (30 anos)  |
| 51    | Werner Riebenbauer              | Áustria        | julho 7, de 1974 (35 anos)      |
| 52    | Clemens Selzer                  | Áustria        | julho 26, de 1985 (24 anos)     |
| 53    | Georg Tazreiter                 | Áustria        | março 4, de 1986 (24 anos)      |
| 55    | Ingmar De Poortere              | Bélgica        | maio 27, de 1984 (25 anos)      |
| 56    | Jonathan Dufrasne               | Bélgica        | agosto 2, de 1987 (22 anos)     |
| 58    | Tim Mertens                     | Bélgica        | fevereiro 7, de 1986 (24 anos)  |
| 57    | Steve Schets                    | Bélgica        | abril 20, de 1984 (25 anos)     |
| 64    | Zachary Bell                    | Canadá         | novembro 14, de 1982 (27 anos)  |
| 65    | Stephane Cossette               | Canadá         | julho 3, de 1989 (20 anos)      |
| 67    | Travis Smith                    | Canadá         | fevereiro 11, de 1980 (30 anos) |
| 68    | Joseph Veloce                   | Canadá         | abril 23, de 1989 (20 anos)     |
| 75    | Pablo Seisdedos                 | Chile          | janeiro 26, de 1988 (22 anos)   |
| 78    | Saifei Bao                      | China          | setembro 26, de 1989 (20 anos)  |
| 79    | Pan Chen                        | China          | março 22, de 1987 (23 anos)     |
| 80    | Changsong Cheng                 | China          | abril 11, de 1985 (24 anos)     |
| 82    | Xiao Jiang                      | China          | junho 30, de 1987 (22 anos)     |
| 83    | Chuanmin Li                     | China          | outubro 30, de 1988 (21 anos)   |
| 85    | Chongyang Wang                  | China          | junho 13, de 1988 (21 anos)     |
| 86    | Jie Wang                        | China          | dezembro 31, de 1988 (21 anos)  |
| 87    | Lei Zhang                       | China          | abril 4, de 1981 (28 anos)      |
| 88    | Miao Zhang                      | China          | agosto 12, de 1988 (21 anos)    |
| 97    | Juan Esteban Arango Carvajal    | Colômbia       | outubro 9, de 1986 (23 anos)    |
| 107   | Tomas Babek                     | Chéquia        | junho 4, de 1987 (22 anos)      |
| 108   | Martin Blaha                    | Chéquia        | setembro 12, de 1977 (32 anos)  |
| 109   | Jiri Hochmann                   | Chéquia        | janeiro 10, de 1986 (24 anos)   |
| 110   | Milan Kadlec                    | Chéquia        | outubro 13, de 1974 (35 anos)   |
| 111   | Alois Kankovsky                 | Chéquia        | julho 19, de 1983 (26 anos)     |
| 112   | Adam Ptacnik                    | Chéquia        | dezembro 4, de 1985 (24 anos)   |
| 113   | Denis Spicka                    | Chéquia        | agosto 29, de 1988 (21 anos)    |
| 116   | Niki Byrgesen                   | Dinamarca      | julho 21, de 1990 (19 anos)     |
| 117   | Michael Faerk Christensen       | Dinamarca      | fevereiro 14, de 1986 (24 anos) |
| 118   | Lasse Norman Hansen             | Dinamarca      | fevereiro 11, de 1992 (18 anos) |
| 119   | Kasper Lindholm Jessen          | Dinamarca      | janeiro 31, de 1985 (25 anos)   |
| 120   | Casper Jorgensen                | Dinamarca      | agosto 20, de 1985 (24 anos)    |
| 121   | Daniel Kreutzfeldt              | Dinamarca      | novembro 19, de 1987 (22 anos)  |
| 122   | JensErik Madsen                 | Dinamarca      | março 30, de 1981 (28 anos)     |
| 123   | Michael Morkov                  | Dinamarca      | abril 30, de 1985 (24 anos)     |
| 124   | Philip Nielsen                  | Dinamarca      | agosto 31, de 1987 (22 anos)    |
| 125   | Rasmus Christian Quaade         | Dinamarca      | janeiro 7, de 1990 (20 anos)    |
| 126   | Christian Ranneries             | Dinamarca      | maio 5, de 1988 (21 anos)       |
| 127   | Alex Rasmussen                  | Dinamarca      | junho 9, de 1984 (25 anos)      |
| 129   | David Alonso Castillo           | Espanha        | janeiro 21, de 1989 (21 anos)   |
| 130   | Unai Elorriaga Zubiaur          | Espanha        | junho 22, de 1980 (29 anos)     |
| 131   | Sergi Escobar Roure             | Espanha        | setembro 22, de 1974 (35 anos)  |
| 132   | Itmar Esteban Herraiz           | Espanha        | novembro 19, de 1983 (26 anos)  |
| 134   | Alfredo Moreno Cano             | Espanha        | junho 23, de 1981 (28 anos)     |
| 135   | David Muntaner Juaneda          | Espanha        | julho 12, de 1983 (26 anos)     |
| 136   | Antonio Tauler Llull            | Espanha        | abril 11, de 1974 (35 anos)     |
| 137   | Eloy Teruel Rovira              | Espanha        | novembro 20, de 1982 (27 anos)  |
| 138   | Carlos Torrent Tarres           | Espanha        | agosto 29, de 1974 (35 anos)    |
| 139   | Albert Torres Barcelo           | Espanha        | abril 26, de 1990 (19 anos)     |
| 144   | Gregory Bauge                   | França         | janeiro 31, de 1985 (25 anos)   |
| 145   | Ghislain Boiron                 | França         | maio 26, de 1988 (21 anos)      |
| 146   | Vivien Brisse                   | França         | abril 8, de 1988 (21 anos)      |
| 147   | Charlie Conord                  | França         | julho 28, de 1990 (19 anos)     |
| 149   | Michaël D'Almeida               | França         | setembro 3, de 1987 (22 anos)   |
| 148   | Benoit Daeninck                 | França         | dezembro 27, de 1981 (28 anos)  |
| 150   | Julien Duval                    | França         | maio 27, de 1990 (19 anos)      |
| 151   | Morgan Kneisky                  | França         | agosto 31, de 1987 (22 anos)    |
| 152   | Quentin Lafargue                | França         | novembro 17, de 1990 (19 anos)  |
| 153   | Julien Morice                   | França         | julho 20, de 1991 (18 anos)     |
| 154   | Jonathan Mouchel                | França         | janeiro 22, de 1985 (25 anos)   |
| 155   | François Pervis                 | França         | outubro 16, de 1984 (25 anos)   |
| 156   | Christophe Riblon               | França         | janeiro 17, de 1981 (29 anos)   |
| 157   | Kévin Sireau                    | França         | abril 18, de 1987 (22 anos)     |
| 165   | Steven Burke                    | Grã-Bretanha   | março 4, de 1988 (22 anos)      |
| 166   | Edward Clancy                   | Grã-Bretanha   | março 12, de 1985 (25 anos)     |
| 167   | Matthew Crampton                | Grã-Bretanha   | maio 23, de 1986 (23 anos)      |
| 168   | David Daniell                   | Grã-Bretanha   | dezembro 23, de 1989 (20 anos)  |
| 169   | Ross Edgar                      | Grã-Bretanha   | janeiro 3, de 1983 (27 anos)    |
| 170   | Chris Hoy                       | Grã-Bretanha   | março 23, de 1976 (34 anos)     |
| 171   | Jason Kenny                     | Grã-Bretanha   | março 23, de 1988 (22 anos)     |
| 172   | Chris Newton                    | Grã-Bretanha   | setembro 29, de 1973 (36 anos)  |
| 173   | Jason Queally                   | Grã-Bretanha   | maio 11, de 1970 (39 anos)      |
| 174   | Ben Swift                       | Grã-Bretanha   | novembro 5, de 1987 (22 anos)   |
| 175   | Andrew Tennant                  | Grã-Bretanha   | março 9, de 1987 (23 anos)      |
| 184   | Robert Bartko                   | Alemanha       | dezembro 23, de 1975 (34 anos)  |
| 185   | Robert Bengsch                  | Alemanha       | outubro 6, de 1983 (26 anos)    |
| 186   | Carsten Bergemann               | Alemanha       | janeiro 24, de 1979 (31 anos)   |
| 187   | Henning Bommel                  | Alemanha       | fevereiro 23, de 1983 (27 anos) |
| 188   | Joachim Eilers                  | Alemanha       | abril 2, de 1990 (19 anos)      |
| 189   | Rene Enders                     | Alemanha       | fevereiro 13, de 1987 (23 anos) |
| 190   | Robert Förstemann               | Alemanha       | março 5, de 1986 (24 anos)      |
| 191   | Patrick Gretsch                 | Alemanha       | abril 7, de 1987 (22 anos)      |
| 192   | Roger Kluge                     | Alemanha       | fevereiro 5, de 1986 (24 anos)  |
| 193   | Maximilian Levy                 | Alemanha       | junho 26, de 1987 (22 anos)     |
| 194   | Erik Mohs                       | Alemanha       | outubro 12, de 1986 (23 anos)   |
| 195   | Stefan Nimke                    | Alemanha       | março 1, de 1978 (32 anos)      |
| 196   | Stefan Schäfer                  | Alemanha       | janeiro 6, de 1986 (24 anos)    |
| 197   | Michael Seidenbecher            | Alemanha       | novembro 6, de 1984 (25 anos)   |
| 207   | Georgios Bouglas                | Grécia         | novembro 17, de 1990 (19 anos)  |
| 208   | Dimitrios Chidemenakis          | Grécia         | outubro 7, de 1991 (18 anos)    |
| 210   | Konstantinos Karageorgos        | Grécia         | março 22, de 1991 (19 anos)     |
| 211   | Dimitrios Polydoropoulos        | Grécia         | março 31, de 1989 (20 anos)     |
| 212   | Vasileios Reppas                | Grécia         | novembro 4, de 1988 (21 anos)   |
| 213   | Magkoyras Neofytos Sakellaridis | Grécia         | janeiro 31, de 1989 (21 anos)   |
| 214   | Ioannis Tamouridis              | Grécia         | junho 3, de 1980 (29 anos)      |
| 215   | Polychronis Tzortzakis          | Grécia         | janeiro 3, de 1989 (21 anos)    |
| 216   | Christos Volikakis              | Grécia         | março 25, de 1988 (21 anos)     |
| 217   | Zafeirios Volikakis             | Grécia         | junho 20, de 1989 (20 anos)     |
| 221   | King Lok Cheung                 | Hong Kong      | fevereiro 8, de 1991 (19 anos)  |
| 222   | Ki Ho Choi                      | Hong Kong      | maio 5, de 1991 (18 anos)       |
| 223   | Ho Ting Kwok                    | Hong Kong      | fevereiro 26, de 1988 (22 anos) |
| 224   | KamPo Wong                      | Hong Kong      | março 13, de 1973 (37 anos)     |
| 230   | Stephen Barrett                 | Irlanda        | abril 19, de 1985 (24 anos)     |
| 231   | Matthew Brammeier               | Irlanda        | junho 7, de 1985 (24 anos)      |
| 232   | Marcus Christie                 | Irlanda        | janeiro 18, de 1991 (19 anos)   |
| 234   | Martyn Irvine                   | Irlanda        | junho 6, de 1985 (24 anos)      |
| 235   | David O'Loughlin                | Irlanda        | abril 29, de 1978 (31 anos)     |
| 237   | Alex Buttazzoni                 | Itália         | março 11, de 1985 (25 anos)     |
| 238   | Valerio Catellini               | Itália         | abril 6, de 1991 (18 anos)      |
| 239   | Francesco Ceci                  | Itália         | dezembro 18, de 1989 (20 anos)  |
| 240   | Luca Ceci                       | Itália         | dezembro 31, de 1988 (21 anos)  |
| 241   | Angelo Ciccone                  | Itália         | julho 7, de 1980 (29 anos)      |
| 242   | Marco Coledan                   | Itália         | agosto 22, de 1988 (21 anos)    |
| 243   | Alessandro de Marchi            | Itália         | maio 19, de 1986 (23 anos)      |
| 245   | Elia Viviani                    | Itália         | fevereiro 7, de 1989 (21 anos)  |
| 253   | Kota Asai                       | Japão          | junho 22, de 1984 (25 anos)     |
| 254   | Makoto Iijima                   | Japão          | fevereiro 12, de 1971 (39 anos) |
| 255   | Kazuhiro Mori                   | Japão          | setembro 17, de 1982 (27 anos)  |
| 257   | Yudai Nitta                     | Japão          | janeiro 25, de 1986 (24 anos)   |
| 258   | Kazunari Watanabe               | Japão          | agosto 12, de 1982 (27 anos)    |
| 259   | Alexey Kolessov                 | Cazaquistão    | setembro 27, de 1984 (25 anos)  |
| 270   | Gediminas Bagdonas              | Lituânia       | dezembro 26, de 1985 (24 anos)  |
| 268   | Azizulhasni Awang               | Malásia        | janeiro 5, de 1988 (22 anos)    |
| 269   | Josiah Ng Onn Lam               | Malásia        | fevereiro 2, de 1980 (30 anos)  |
| 271   | José Ramon Infante Aguirre      | México         | agosto 31, de 1988 (21 anos)    |
| 272   | Abraham Martinez                | México         | março 16, de 1989 (21 anos)     |
| 275   | Levi Heimans                    | Países Baixos  | julho 24, de 1985 (24 anos)     |
| 276   | Teun Mulder                     | Países Baixos  | junho 18, de 1981 (28 anos)     |
| 278   | Peter Schep                     | Países Baixos  | março 8, de 1977 (33 anos)      |
| 279   | Yondi Schmidt                   | Países Baixos  | abril 26, de 1987 (22 anos)     |
| 280   | Danny Stam                      | Países Baixos  | junho 25, de 1972 (37 anos)     |
| 281   | Roy van den Berg                | Países Baixos  | setembro 8, de 1988 (21 anos)   |
| 282   | Arno van der Zwet               | Países Baixos  | maio 7, de 1986 (23 anos)       |
| 283   | Tim Veldt                       | Países Baixos  | fevereiro 14, de 1984 (26 anos) |
| 284   | Michael Vingerling              | Países Baixos  | junho 28, de 1990 (19 anos)     |
| 285   | Sipke Zijlstra                  | Países Baixos  | abril 13, de 1985 (24 anos)     |
| 292   | Sam Bewley                      | Nova Zelândia  | julho 22, de 1987 (22 anos)     |
| 293   | Edward Dawkins                  | Nova Zelândia  | julho 11, de 1989 (20 anos)     |
| 294   | Westley Gough                   | Nova Zelândia  | maio 4, de 1988 (21 anos)       |
| 295   | Peter Latham                    | Nova Zelândia  | janeiro 8, de 1984 (26 anos)    |
| 296   | Ethan Mitchell                  | Nova Zelândia  | fevereiro 19, de 1991 (19 anos) |
| 297   | Marc Ryan                       | Nova Zelândia  | outubro 14, de 1982 (27 anos)   |
| 298   | Thomas Scully                   | Nova Zelândia  | janeiro 14, de 1990 (20 anos)   |
| 299   | Jesse Sergent                   | Nova Zelândia  | julho 8, de 1988 (21 anos)      |
| 300   | Myron Simpson                   | Nova Zelândia  | julho 30, de 1990 (19 anos)     |
| 301   | Adam Stewart                    | Nova Zelândia  | fevereiro 21, de 1987 (23 anos) |
| 302   | Simon Van Velthooven            | Nova Zelândia  | dezembro 8, de 1988 (21 anos)   |
| 303   | Sam Webster                     | Nova Zelândia  | julho 16, de 1991 (18 anos)     |
| 309   | Maciej Bielecki                 | Polônia        | maio 19, de 1987 (22 anos)      |
| 310   | Pawel Brylowski                 | Polônia        | junho 29, de 1989 (20 anos)     |
| 311   | Lukasz Bujko                    | Polônia        | abril 15, de 1986 (23 anos)     |
| 312   | Dawid Glowacki                  | Polônia        | março 18, de 1987 (23 anos)     |
| 313   | Piotr Kasperkiewicz             | Polônia        | fevereiro 9, de 1989 (21 anos)  |
| 314   | Kamil Kuczynski                 | Polônia        | março 23, de 1985 (25 anos)     |
| 315   | Grzegorz Stepniak               | Polônia        | março 24, de 1989 (21 anos)     |
| 316   | Adrian Teklinski                | Polônia        | novembro 3, de 1989 (20 anos)   |
| 317   | Damian Zielinski                | Polônia        | dezembro 2, de 1981 (28 anos)   |
| 323   | Michael Thomson                 | África do Sul  | fevereiro 18, de 1983 (27 anos) |
| 324   | Sergey Borisov                  | Rússia         | janeiro 25, de 1983 (27 anos)   |
| 325   | Denis Dmitriev                  | Rússia         | março 23, de 1986 (24 anos)     |
| 326   | Artur Ershov                    | Rússia         | março 7, de 1990 (20 anos)      |
| 328   | Sergey Kolesnikov               | Rússia         | março 10, de 1986 (24 anos)     |
| 330   | Ivan Kovalev                    | Rússia         | julho 26, de 1986 (23 anos)     |
| 332   | Sergey Kucherov                 | Rússia         | julho 18, de 1980 (29 anos)     |
| 333   | Victor Manakov                  | Rússia         | junho 9, de 1992 (17 anos)      |
| 334   | Alexei Markov                   | Rússia         | maio 26, de 1979 (30 anos)      |
| 337   | Alexander Serov                 | Rússia         | novembro 12, de 1982 (27 anos)  |
| 339   | Viktor Shmalko                  | Rússia         | julho 9, de 1990 (19 anos)      |
| 340   | Alexey Shmidt                   | Rússia         | abril 17, de 1983 (26 anos)     |
| 341   | Pavel Yakushevskiy              | Rússia         | setembro 24, de 1987 (22 anos)  |
| 342   | Nikolay Zhurkin                 | Rússia         | maio 5, de 1991 (18 anos)       |
| 353   | Alexander Aeschbach             | Suíça          | junho 9, de 1974 (35 anos)      |
| 354   | Damien Corthesy                 | Suíça          | julho 24, de 1988 (21 anos)     |
| 355   | Silvan Dillier                  | Suíça          | agosto 3, de 1990 (19 anos)     |
| 358   | Tristan Marguet                 | Suíça          | agosto 22, de 1987 (22 anos)    |
| 359   | Franco Marvulli                 | Suíça          | novembro 11, de 1978 (31 anos)  |
| 361   | Loïc Perizzolo                  | Suíça          | outubro 20, de 1988 (21 anos)   |
| 362   | Cyrille Thiery                  | Suíça          | setembro 27, de 1990 (19 anos)  |
| 369   | Yevgen Bolibrukh                | Ucrânia        | agosto 15, de 1983 (26 anos)    |
| 370   | Danylo Dutkevych                | Ucrânia        | junho 27, de 1990 (19 anos)     |
| 371   | Maksym Fonrabe                  | Ucrânia        | julho 18, de 1988 (21 anos)     |
| 372   | Artem Frolov                    | Ucrânia        | fevereiro 21, de 1988 (22 anos) |
| 373   | Sergiy Lagkuti                  | Ucrânia        | abril 24, de 1985 (24 anos)     |
| 374   | Lyubomyr Polatayko              | Ucrânia        | novembro 21, de 1979 (30 anos)  |
| 375   | Maksym Polischuk                | Ucrânia        | junho 15, de 1984 (25 anos)     |
| 376   | Vitaliy Popkov                  | Ucrânia        | junho 16, de 1983 (26 anos)     |
| 377   | Mykhaylo Radionov               | Ucrânia        | setembro 9, de 1984 (25 anos)   |
| 378   | Vitaliy Shchedov                | Ucrânia        | julho 31, de 1987 (22 anos)     |
| 380   | Andrii Vynokurov                | Ucrânia        | agosto 14, de 1982 (27 anos)    |
| 386   | Daniel Holloway                 | Estados Unidos | maio 21, de 1987 (22 anos)      |
| 387   | Giddeon Massie                  | Estados Unidos | agosto 27, de 1981 (28 anos)    |
| 388   | Colby Pearce                    | Estados Unidos | junho 12, de 1972 (37 anos)     |
| 389   | Taylor Phinney                  | Estados Unidos | junho 27, de 1990 (19 anos)     |

| Ordem | Ciclista                   | País           | Data de nascimento (idade)      |
| ----- | -------------------------- | -------------- | ------------------------------- |
| 40    | Ashlee Ankudinoff          | Austrália      | agosto 20, de 1990 (19 anos)    |
| 41    | Megan Dunn                 | Austrália      | agosto 27, de 1991 (18 anos)    |
| 42    | Annette Edmonson           | Austrália      | dezembro 12, de 1991 (18 anos)  |
| 43    | Belinda Goss               | Austrália      | janeiro 6, de 1984 (26 anos)    |
| 44    | Sarah Kent                 | Austrália      | fevereiro 10, de 1990 (20 anos) |
| 45    | Kaarle Mcculloch           | Austrália      | janeiro 20, de 1988 (22 anos)   |
| 46    | Anna Meares                | Austrália      | setembro 21, de 1983 (26 anos)  |
| 47    | Emily Rosemond             | Austrália      | março 11, de 1986 (24 anos)     |
| 48    | Josephine Tomic            | Austrália      | junho 9, de 1989 (20 anos)      |
| 54    | Elena Tchalykh             | Azerbaijão     | março 25, de 1974 (35 anos)     |
| 60    | Jolien D'Hoore             | Bélgica        | março 14, de 1990 (20 anos)     |
| 59    | Jessie Daams               | Bélgica        | maio 28, de 1990 (19 anos)      |
| 61    | Kelly Druyts               | Bélgica        | outubro 21, de 1989 (20 anos)   |
| 62    | Olga Panarina              | Bielorrússia   | setembro 16, de 1985 (24 anos)  |
| 63    | Tatsiana Sharakova         | Bielorrússia   | julho 31, de 1984 (25 anos)     |
| 69    | Julia Bradley              | Canadá         | dezembro 5, de 1971 (38 anos)   |
| 70    | Laura Brown                | Canadá         | novembro 27, de 1986 (23 anos)  |
| 71    | Stephanie Roorda           | Canadá         | dezembro 3, de 1986 (23 anos)   |
| 72    | Monique Sullivan           | Canadá         | fevereiro 21, de 1989 (21 anos) |
| 73    | Tara Whitten               | Canadá         | julho 13, de 1980 (29 anos)     |
| 77    | Paola Munoz                | Chile          | abril 13, de 1986 (23 anos)     |
| 89    | Jinjie Gong                | China          | novembro 12, de 1986 (23 anos)  |
| 90    | Shuang Guo                 | China          | fevereiro 26, de 1986 (24 anos) |
| 91    | Fan Jiang                  | China          | março 18, de 1990 (20 anos)     |
| 92    | Wenwen Jiang               | China          | novembro 23, de 1986 (23 anos)  |
| 94    | Jing Liang                 | China          | janeiro 4, de 1985 (25 anos)    |
| 93    | Junhong Lin                | China          | dezembro 9, de 1990 (19 anos)   |
| 95    | Chaomei Wu                 | China          | agosto 11, de 1989 (20 anos)    |
| 104   | Yumari Gonzalez Valdivieso | Cuba           | junho 13, de 1979 (30 anos)     |
| 105   | Lisandra Guerra Rodriguez  | Cuba           | outubro 31, de 1987 (22 anos)   |
| 106   | Dalila Rodriguez Hernandez | Cuba           | agosto 1, de 1988 (21 anos)     |
| 114   | Lada Kozlikova             | Chéquia        | outubro 8, de 1979 (30 anos)    |
| 115   | Jarmila Machacova          | Chéquia        | janeiro 9, de 1986 (24 anos)    |
| 128   | Julie Leth                 | Dinamarca      | julho 13, de 1992 (17 anos)     |
| 140   | Helena Casas Roige         | Espanha        | julho 24, de 1988 (21 anos)     |
| 141   | Debora Galvez Lopez        | Espanha        | maio 17, de 1985 (24 anos)      |
| 142   | Leire Olaberria Dorronsoro | Espanha        | fevereiro 17, de 1977 (33 anos) |
| 143   | Ana Usabiaga Balerdi       | Espanha        | janeiro 19, de 1990 (20 anos)   |
| 158   | Aude Biannic               | França         | março 27, de 1991 (18 anos)     |
| 159   | Sandie Clair               | França         | abril 1, de 1988 (21 anos)      |
| 160   | Sophie Creux               | França         | julho 8, de 1981 (28 anos)      |
| 161   | Virginie Cueff             | França         | junho 18, de 1988 (21 anos)     |
| 162   | Fiona Dutriaux             | França         | janeiro 25, de 1989 (21 anos)   |
| 163   | Pascale Jeuland            | França         | junho 2, de 1987 (22 anos)      |
| 164   | Clara Sanchez              | França         | setembro 20, de 1983 (26 anos)  |
| 176   | Elizabeth Armitstead       | Grã-Bretanha   | dezembro 18, de 1988 (21 anos)  |
| 177   | Anna Blyth                 | Grã-Bretanha   | maio 15, de 1988 (21 anos)      |
| 178   | Katie Colclough            | Grã-Bretanha   | janeiro 20, de 1990 (20 anos)   |
| 179   | Wendy Houvenaghel          | Grã-Bretanha   | novembro 27, de 1974 (35 anos)  |
| 180   | Rebecca Angharad James     | Grã-Bretanha   | novembro 29, de 1991 (18 anos)  |
| 181   | Victoria Pendleton         | Grã-Bretanha   | setembro 24, de 1980 (29 anos)  |
| 182   | Joanna Rowsell             | Grã-Bretanha   | dezembro 5, de 1988 (21 anos)   |
| 183   | Jessica Varnish            | Grã-Bretanha   | novembro 19, de 1990 (19 anos)  |
| 199   | Charlotte Becker           | Alemanha       | maio 19, de 1983 (26 anos)      |
| 200   | Lisa Brennauer             | Alemanha       | junho 8, de 1988 (21 anos)      |
| 201   | Elke Gebhardt              | Alemanha       | julho 22, de 1983 (26 anos)     |
| 202   | Verena Joos                | Alemanha       | janeiro 9, de 1979 (31 anos)    |
| 203   | Christin Muche             | Alemanha       | outubro 19, de 1983 (26 anos)   |
| 204   | Madeleine Sandig           | Alemanha       | agosto 12, de 1983 (26 anos)    |
| 205   | Kristina Vogel             | Alemanha       | novembro 10, de 1990 (19 anos)  |
| 206   | Miriam Welte               | Alemanha       | dezembro 9, de 1986 (23 anos)   |
| 218   | Elissavet Chantzi          | Grécia         | abril 12, de 1977 (32 anos)     |
| 219   | Eleni Klapanara            | Grécia         | novembro 2, de 1973 (36 anos)   |
| 220   | Angeliki Koutsonikoli      | Grécia         | junho 2, de 1989 (20 anos)      |
| 225   | Xiao Juan Diao             | Hong Kong      | março 15, de 1986 (24 anos)     |
| 226   | Wai Sze Lee                | Hong Kong      | maio 12, de 1987 (22 anos)      |
| 227   | Zhao Juan Meng             | Hong Kong      | dezembro 14, de 1989 (20 anos)  |
| 228   | Wan Yiu Jamie Wong         | Hong Kong      | novembro 4, de 1986 (23 anos)   |
| 229   | Tri Kusuma Santia          | Indonésia      | abril 27, de 1981 (28 anos)     |
| 246   | Monia Baccaille            | Itália         | abril 10, de 1984 (25 anos)     |
| 247   | Alessandra Borchi          | Itália         | agosto 15, de 1983 (26 anos)    |
| 248   | Giorgia Bronzini           | Itália         | agosto 3, de 1983 (26 anos)     |
| 249   | Elisa Frisoni              | Itália         | agosto 8, de 1985 (24 anos)     |
| 250   | Barbara Guarischi          | Itália         | fevereiro 10, de 1990 (20 anos) |
| 251   | Tatiana Guderzo            | Itália         | agosto 22, de 1984 (25 anos)    |
| 252   | Marta Tagliaferro          | Itália         | novembro 4, de 1989 (20 anos)   |
| 261   | Ah Reum Na                 | Coreia do Sul  | março 24, de 1990 (20 anos)     |
| 262   | Gintare Gaivenyte          | Lituânia       | abril 23, de 1986 (23 anos)     |
| 263   | Simona Krupeckaite         | Lituânia       | dezembro 13, de 1982 (27 anos)  |
| 264   | Svetlana Pauliukaite       | Lituânia       | julho 31, de 1985 (24 anos)     |
| 265   | Vaida Pikauskaite          | Lituânia       | março 29, de 1991 (18 anos)     |
| 266   | Vilija Sereikaite          | Lituânia       | fevereiro 12, de 1987 (23 anos) |
| 267   | Ausrine Trebaite           | Lituânia       | outubro 18, de 1988 (21 anos)   |
| 273   | Sofia Arreola Navarro      | México         | abril 22, de 1991 (18 anos)     |
| 286   | Yvonne Hijgenaar           | Países Baixos  | maio 15, de 1980 (29 anos)      |
| 287   | Willy Kanis                | Países Baixos  | julho 27, de 1984 (25 anos)     |
| 288   | Vera Koedooder             | Países Baixos  | outubro 31, de 1983 (26 anos)   |
| 289   | Amy Pieters                | Países Baixos  | junho 1, de 1991 (18 anos)      |
| 291   | Ellen van Dijk             | Países Baixos  | fevereiro 11, de 1987 (23 anos) |
| 304   | Rushlee Buchanan           | Nova Zelândia  | janeiro 20, de 1988 (22 anos)   |
| 305   | Gemma Dudley               | Nova Zelândia  | março 8, de 1990 (20 anos)      |
| 306   | Lauren Ellis               | Nova Zelândia  | abril 19, de 1989 (20 anos)     |
| 307   | Jaime Nielsen              | Nova Zelândia  | setembro 3, de 1985 (24 anos)   |
| 308   | Alison Shanks              | Nova Zelândia  | dezembro 13, de 1982 (27 anos)  |
| 318   | Renata Dabrowska           | Polônia        | fevereiro 8, de 1989 (21 anos)  |
| 319   | Aleksandra Drejgier        | Polônia        | junho 15, de 1991 (18 anos)     |
| 320   | Edyta Jasinska             | Polônia        | novembro 28, de 1986 (23 anos)  |
| 321   | Katarzyna Pawlowska        | Polônia        | agosto 16, de 1989 (20 anos)    |
| 322   | Malgorzata Wojtyra         | Polônia        | setembro 21, de 1989 (20 anos)  |
| 344   | Tatiana Antoshina          | Rússia         | julho 27, de 1982 (27 anos)     |
| 345   | Victoria Baranova          | Rússia         | fevereiro 6, de 1990 (20 anos)  |
| 346   | Elena Brezhviva            | Rússia         | janeiro 4, de 1990 (20 anos)    |
| 347   | Anastasia Chulkova         | Rússia         | março 7, de 1985 (25 anos)      |
| 348   | Ekaterina Gnidenko         | Rússia         | dezembro 11, de 1992 (17 anos)  |
| 349   | Victoria Kondel            | Rússia         | outubro 6, de 1987 (22 anos)    |
| 351   | Evgeniya Romanyuta         | Rússia         | janeiro 22, de 1988 (22 anos)   |
| 352   | Olga Streltsova            | Rússia         | fevereiro 25, de 1987 (23 anos) |
| 363   | Pascale Schnider           | Suíça          | outubro 18, de 1984 (25 anos)   |
| 364   | Andrea Wolfer              | Suíça          | dezembro 16, de 1987 (22 anos)  |
| 365   | Alzbeta Pavlendova         | Eslováquia     | fevereiro 6, de 1990 (20 anos)  |
| 366   | Nontasin Chanpeng          | Tailândia      | outubro 9, de 1984 (25 anos)    |
| 367   | Jutatip Maneephan          | Tailândia      | julho 8, de 1988 (21 anos)      |
| 368   | Chanakan Sricha-Um         | Tailândia      | janeiro 17, de 1991 (19 anos)   |
| 381   | Yelizaveta Bochkarova      | Ucrânia        | maio 5, de 1978 (31 anos)       |
| 382   | Svitlana Galyuk            | Ucrânia        | novembro 19, de 1987 (22 anos)  |
| 383   | Lesya Kalitovska           | Ucrânia        | fevereiro 13, de 1988 (22 anos) |
| 384   | Iryna Shpylyova            | Ucrânia        | agosto 20, de 1985 (24 anos)    |
| 385   | Lyubov Shulika             | Ucrânia        | julho 16, de 1988 (21 anos)     |
| 391   | Dotsie Bausch              | Estados Unidos | março 6, de 1973 (37 anos)      |
| 394   | Shelley Evans              | Estados Unidos | setembro 30, de 1980 (29 anos)  |
| 392   | Sarah Hammer               | Estados Unidos | agosto 18, de 1983 (26 anos)    |
| 393   | Lauren Tamayo              | Estados Unidos | outubro 25, de 1983 (26 anos)   |